# Brevicella emarginata
Brevicella emarginata is een vlinder uit de familie van de grasmotten (Crambidae). De wetenschappelijke naam van de soort is voor het eerst gepubliceerd in 1912 door George Hamilton Kenrick.
De soort komt voor in Nieuw-Guinea.